# José María Moncada Tapia

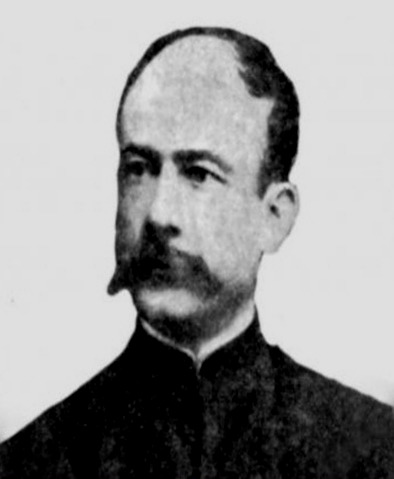
José María Moncada Tapia (1910)

José María Moncada Tapia (* 8. Dezember 1870 in San Rafael del Sur; † 23. Februar 1945 in Managua) war vom 1. Januar 1929 bis zum 1. Januar 1933 Präsident von Nicaragua.

## Leben

### Herkunft und frühe Laufbahn
Moncada wuchs in Masatepe, Departamento Masaya, einem Dorf zwischen Niquinohomo und San Marcos, wo auch Augusto César Sandino und Anastasio Somoza García geboren wurden auf.
1924 wurde Juan Bautista Sacasa Vizepräsident in einer libero-conservadora Koalition unter Carlos José Solórzano. Anschließend zog die US-Regierung ihre Truppen der ersten Besatzung Nicaraguas von 1911 bis 1924 ab. José María Moncada Tapia hatte gute Beziehungen zur Botschaft der USA. Moncada war ein Onkel von Anastasio Somoza García und verschaffte diesem eine Arbeitsstelle bei der Rockefeller-Stiftung.
In Opposition zur Regierung Emiliano Chamorro Vargas, welche sich im Januar 1926 mit „el Lomazo“ an die Macht geputscht hatte, aber von der Regierung der USA nicht anerkannt wurde, ging Moncada Tapia 1926 über Costa Rica nach Mexiko. Vom mexikanischen Manzanillo startete am 16. August 1926 eine Gruppe Generäle: Saúl Sediles, Samuel Sediles, Roberto Bone, Julián Vanegas, José María Moncada Tapia und Virgilio Godoy Gutiérrez. In Salina Cruz trafen sie sich mit Crisanto Sacasa, Arturo Vaca, Julián Irías und dem General Salvador Sobalvarro. Schon am 2. Mai 1926 war von Luis Beltrán Sandoval an der Miskitoküste der „Guerra Liberal Constitucionalista“ ausgerufen worden. Am 25. August 1926, bildete die Partido Liberal unter Juan Bautista Sacasa eine Gegenregierung in Puerto Cabezas, welche die Miskitoküste, zwischen Río Grande und Puerto Cabezas, kontrollierte. Entsprechend der Verfassung war der Vizepräsident Präsident, wenn der Präsident abwesend war, daraus leitete die Partido Liberal für Sacasa einen Anspruch auf die Präsidentschaft ab. Vom 19. bis zum 23. Oktober 1926 wurden Verhandlungen an Bord des USS Denver geführt, welches vor Corinto vor Anker gegangen war. Die Vertreter waren Carlos Cuadra Pasos für die Partido Conservador und Rodolfo Espinoza Ramírez für die Partido Liberal. Zur Partido Liberal gehörten damals Moncada, Juan Bautista Sacasa und Augusto César Sandino.

### Pacto del Espino Negro
Die Regierung der USA intervenierte zur Stützung ihres Buchhalters Díaz 1926 zum zweiten Mal mit Truppen in Nicaragua. Moncada kämpfte als Divisionsgeneral bis zum 4. Mai 1929, dann schloss er bei Tipitapa mit dem US-Sondergesandten Henry L. Stimson unter einer Espino Negro den Pacto del Espino Negro. Als Dolmetscher brachte Moncada seinen Neffen Anastasio Somoza García mit, welcher in der Folge mit dem Aufbau der Guardia Nacional de Nicaragua betraut wurde.

### Tiscapa
Am 1. Januar 1929 löste Moncada den Díaz unter dem Schutz der US-Truppen im Präsidentenamt ab, während Sandino und sein Ejército Defensor de la Soberanía Nacional (EDSN) weiter gegen US-Truppen und deren Flugzeuge kämpfte. 1929 begann der Bau des Amtssitzes des Präsidenten auf der Loma de Tiscapa über der Lagona de Tiscapa. Am 4. Januar 1931 wurde der Amtssitz eingeweiht. Fast drei Monate später erhielt der Bau seine ersten Schäden durch das Erdbeben von Martes Santo (Dienstag vor Ostern) den 31. März 1931 um 10:23 Uhr.

### Erdbeben von 1931
Während des Erdbebens, welches Managua zerstörte, war Moncada, auf seinem Landsitz, Palacete de Venecia an der Laguna de Masaya, wo er die Semana Santa verbringen wollte. Die Nachricht von der Katastrophe machte eine lange Reise: über die Informationskanäle der US-Marines und Tropical Radio wurde nach Washington berichtet. Von dort ging die Nachricht über New York nach San Juan del Sur und von hier über Telegrafenleitung nach Masatepe. Moncada kehrte am gleichen Nachmittag nach Managua zurück und richtete sich einen provisorischen Amtssitz im Haus seines Vetters, und Staatssekretär im Außenministerium, Anastasio Somoza García ein. Somoza wohnte damals gegenüber der Eremitage Perpetuo Socorro an der Ecke gegenüber dem Campo de Marte. Dort gingen die Beileidsbekundungen des Diplomatischen Corps einschließlich Pius XI. und Herbert C. Hoover ein. Die US Marines wandten das Kriegsrecht an und verwendeten Dynamit um Brände auszublasen. Die gewagten Bögen des Präsidentenpalastes standen bis zum nächsten Erdbeben am 23. Dezember 1972, welches wieder Managua zerstörte.

### Lebensende
Am 1. Januar 1933 trat Dr. Juan Bautista Sacasa seine Präsidentschaft an, er hatte 84 Prozent der Stimmen erhalten. Ein paar Tage später rückten die US-Besatzungstruppen aus Nicaragua ab. Am 2. Februar unterzeichnete Sandino ein Friedensabkommen im Präsidentenpalast. Am 21. Februar, 1934 ließ Anastasio Somoza García, Augusto César Sandino, dessen Bruder Sócrates, die Generäle Juan Pablo Umanzor und Francisco Estrada ermorden. Beigesetzt ist Moncada in der Rotonda de las Personas Ilustres auf dem Cementerio General von Managua.